# Halffterobolbus riojanum
Halffterobolbus riojanum es una especie de coleóptero de la familia Geotrupidae.

## Distribución geográfica
Habita en Argentina.